# آرسن سهویان
آرسن آلیکی سهویان (Արսեն Ալիկի Սհոյան؛ زادهٔ ۲۰ مارس ۱۹۷۲) یک دیپلمات اهل ارمنستان است. وی بین سال‌های ۲۰۱۱ تا ۲۰۱۶ سفیر جمهوری ارمنستان در کشور بلغارستان بود.